# OxDNA
oxDNA ist ein Framework zur Modellierung von Molekulardynamik-Simulationen. Es wurde von einer Forschungsgruppe der Oxford University erstellt. Anders als bei All-Atom-Modellen verfolgen die Entwickler eine coarse-grained Strategie bei oxDNA.

## Benutzung
Eine Simulation kann nach  Installation des oxDNA packages über den Befehl path/to/oxDNAexecutable input_file gestartet werden. Alle relevanten Informationen zur Simulation können im input_file spezifiziert werden. Jede Simulation benötigt jedoch stets ein Topologie File und ein Configuration File, dessen Pfade oxDNA aus dem input_file liest. Weitere Informationen finden sich auf der Dokumentationsseite des Herstellers.

## Tools zur Analyse & Integration
- oxDNA-analysis-tools[3] – verschiedene Analysemethoden für oxDNA Simulationen
- tacoxdna[4] – Datenkonvertierung zu oxDNA-Inputformat (.top & .oxdna)
- oxDNA-viewer[5] – Visualisierung
- oxDNA-handy-scripts[6] – sequenzspezifische Benutzung von tacoxdna

## Anwendungsbereiche
- cadnano[7] – Erstellung von DNA-origami Strukturen, welche nach Umwandlung durch tacoxdna simuliert werden können
- Molekulardynamik-Simulationen
- Monte-Carlo-Simulation